# Meredith A. Barrett
Meredith Ann Barrett (* 20. März 1980 in New York City, New York) ist eine US-amerikanische Ökologin und Primatologin.

## Werdegang
Meredith A. Barrett studierte von 1999 bis 2003 an der Wesleyan University in Middletown, Connecticut Geo- und Umweltwissenschaften. Sie graduierte im Mai 2003 zum Bachelor of Arts und wurde in die akademische Ehrengesellschaft Phi Beta Kappa aufgenommen. Anschließend verbrachte sie drei Monaten mit einem von der National Science Foundation geförderten Projekt der University of Arizona am Tanganjikasee. Dort untersuchte sie die endemische Gastropodenfauna der Uferzone. Von Februar 2004 bis Januar 2005 absolvierte sie eine mehrmonatige Schulung und arbeitete anschließend als Führerin im Point Lobos State Natural Reserve in Kalifornien. Das folgende Jahr verbrachte sie mit mehreren Einsätzen in der biologischen Feldforschung für das Umweltministerium in Grand Rapids, Minnesota und für den United States Fish and Wildlife Service im Alaska Maritime National Wildlife Refuge. Das erste Halbjahr 2006 verbrachte sie mit einem Projekt zum Schutz der Biodiversität auf der Insel Bioko, wo sie populationsbiologische Untersuchungen der Primatenfauna unternahm und sich mit dem lokalen Handel mit Bushmeat befasste. Ab August 2006 besuchte sie die Duke University in Durham, North Carolina, wo sie mit Anne D. Yoder am Duke Lemur Center tätig war. Im Mai 2011 wurde sie mit der Dissertation Understanding Environmental and Anthropogenic Drivers of Lemur Health in Madagascar: The Importance of a One Health Perspective unter der Leitung von Anne D. Yoder zum Ph.D. in Ökologie an der Duke University promoviert.
Barrett ist mit der University of California, San Francisco und der University of California, Berkeley verbunden und forscht und veröffentlicht zu umweltbedingten Faktoren bei übertragbaren und chronischen Erkrankungen wie Asthma, die gesundheitlichen Auswirkungen von Umweltveränderungen auf Mensch und Tier, One Health, Big Data im Gesundheitswesen und Biodiversität.
2016 war Barrett Koautorin der Erstbeschreibungen von Microcebus manitatra, Ganzhorns Mausmaki und Microcebus boraha.

## Auszeichnungen
- Phi Beta Kappa, Wesleyan University, Mai 2003

## Veröffentlichungen (Auswahl)
- Meredith A. Barrett und Jonah Ratsimbazafy: Luxury bushmeat trade threatens lemur conservation. In: Nature 2009, Band 461, S. 470, doi:10.1038/461470a.
- Meredith A. Barrett, Timothy A. Bouley, Aaron H. Stoertz, Rosemary W. Stoertz: Integrating a One Health approach in education to address global health and sustainability challenges. In: Frontiers in Ecology and the Environment 2010, Band 9, Nr. 4, S. 239–245, doi:10.1890/090159.
- Randall E. Junge, Meredith A. Barrett und Anne D. Yoder: Effects of Anthropogenic Disturbance on Indri (Indri indri) Health in Madagascar. In: American Journal of Primatology 2011, Band 73, Nr. 7, S. 632–642, doi:10.1002/ajp.20938.
- Meredith A. Barrett, Jason L. Brown, Megan K. Morikawa, Jean-Noël Labat und Anne D. Yoder: CITES Designation for Endangered Rosewood in Madagascar. In: Science 2010, Band 328, Nr. 5982, S. 1109–1110, doi:10.1126/science.1187740.
- Meredith A. Barnett: Understanding Environmental and Anthropogenic Drivers of Lemur Health in Madagascar: The Importance of a One Health Perspective. Dissertation, Duke University, Durham, North Carolina 2011, Digitalisat.
- Meredith A. Barrett, Jason L. Brown und Anne D. Yoder: Protection for trade of precious rosewood. In: Nature 2013, Band 499, S. 29, doi:10.1038/499029c.
- Meredith A. Barrett, Jason L. Brown, Randall E. Junge und Anne D. Yoder: Climate change, predictive modeling and lemur health: Assessing impacts of changing climate on health and conservation in Madagascar. In: Biological Conservation 2013, Band 157, S. 409–422, doi:10.1016/j.biocon.2012.09.003.
- Meredith A. Barrett, Olivier Humblet, Robert A. Hiatt und Nancy E. Adler: Big Data and Disease Prevention: From Quantified Self to Quantified Communities. In: Big Data 2013, Band 1, Nr. 3, S. 168–175, doi:10.1089/big.2013.0027.
- Meredith A. Barrett, Daphne Miller und Howard Frumkin: Parks and Health: Aligning Incentives to Create Innovations in Chronic Disease Prevention. In: Preventing Chronic Disease 2014, Band 11, Artikel E63, doi:10.5888/pcd11.130407.
- Meredith A. Barrett und Timothy A. Bouley: Need for Enhanced Environmental Representation in the Implementation of One Health. In: EcoHealth 2015, Band 12, Nr. 2, S. 212–219, doi:10.1007/s10393-014-0964-5.
- Scott Hotaling, Mary E. Foley, Nicolette M. Lawrence, Jose Bocanegra, Marina B. Blanco, Rodin Rasoloarison, Peter M. Kappeler, Meredith A. Barrett, Anne D. Yoder, David W. Weisrock: Species discovery and validation in a cryptic radiation of endangered primates: coalescent-based species delimitation in Madagascar's mouse lemurs. In: Molecular Ecology 2016, Band 25, S. 2029–2045, doi:10.1111/mec.13604 (Erstbeschreibung dreier Mausmakis).
- Schyler O. Nunziata, Peter Wallenhorst, Meredith A. Barrett, Randall E. Junge, Anne D. Yoder, David W. Weisrock: Population and Conservation Genetics in an Endangered Lemur, Indri indri, Across Three Forest Reserves in Madagascar. In: International Journal of Primatology 2016, Band 37, Nr. 6, S. 688–702, doi:10.1007/s10764-016-9932-y.
- Meredith A. Barrett et al.: Effect of a mobile health, sensor-driven asthma management platform on asthma control. In: Annals of Allergy, Asthma & Immunology 2017, Band 119, Nr. 5, S. 415–421, doi:10.1016/j.anai.2017.08.002.